# Aspalathus concavifolia
Aspalathus concavifolia är en ärtväxtart som först beskrevs av Christian Friedrich Frederik Ecklon och Carl Ludwig Philipp Zeyher, och fick sitt nu gällande namn av Rolf Martin Theodor Dahlgren. Aspalathus concavifolia ingår i släktet Aspalathus och familjen ärtväxter. Inga underarter finns listade i Catalogue of Life.